# Bataille d'Ingavi (1935)
Guerre du Chaco
La bataille d'Ingavi est livrée du 4 au 8 juin 1935 pendant la guerre du Chaco. Dernière bataille majeure du conflit, elle se termine par la victoire des forces paraguayennes qui détruisent la 6e division bolivienne et capture son chef, le colonel Julio Bretel.

## Sources
- (en) Charles J. Kolinski, Historical dictionary of Paraguay, Metuchen, N.J, Scarecrow Press, coll. « Latin American historical dictionaries series » (no 8), 1973, 282 p. (ISBN 978-0-810-80582-8)
- (en) Robert L. Scheina, Latin America's Wars Volume II : the Age of the Professional Soldier, 1900-2001, Dulles, Potomac Books Inc, 2014, 1395 p. (ISBN 978-1-597-97478-3, lire en ligne)